# كاثرين إدين
كاثرين إدين (بالإنجليزية: Kathryn Edin)‏ هي عالمة اجتماع أمريكية، ولدت في 26 مايو 1962.